# Sabellastarte magnifica
Sabellastarte magnifica – gatunek wieloszczeta występujący w Atlantyku i Morzu Karaibskim. Osiąga 12,5 centymetra długości. Ciało pierścienicy zwykle pozostaje schowane w elastycznej rurce, która jest umocowana do dna morskiego lub rafy koralowej. Na rurkę składają się ziarenka piasku, które są sklejone przez organizm kleistą substancją. W celu zdobycia pokarmu Sabellastarte magnifica korzysta z pierzastej korony skrzelowej.